# Aillon-le-Jeune
Aillon-le-Jeune település Franciaországban, Savoie megyében. Lakosainak száma 429 fő (2022. január 1.). Aillon-le-Jeune Aillon-le-Vieux, Les Déserts, École, Saint-Jean-de-la-Porte, Sainte-Reine, Thoiry és La Thuile községekkel határos.

## Népesség
A település népességének változása:
| Lakosok száma | 437  | 435  | 449  | 434  | 434  | 433  | 431  | 429  | 429  |
|               | 2013 | 2015 | 2016 | 2017 | 2018 | 2019 | 2020 | 2021 | 2022 |